# Gustave Flaubert
Gustave Flaubert (Rouen, 12 december 1821 – Canteleu, 8 mei 1880) was een Franse auteur die gezien wordt als een van de belangrijkste romanschrijvers uit de geschiedenis. Zijn werk geldt als een hoogtepunt van de realistische literatuur, hoewel hij niet louter in deze stijl schreef; zo zijn er ook werken in zijn oeuvre die als romantisch gekarakteriseerd kunnen worden.
Zijn bekendste en meest invloedrijke werk is zijn debuutroman Madame Bovary uit 1857, een werk dat zich afspeelt op het platteland en handelt over de overspelige relaties van het hoofdpersonage Emma Bovary. De roman veroorzaakte een schandaal vanwege vermeende obsceniteiten, maar is van grote invloed geweest op onder meer Émile Zola en het naturalisme. Andere belangrijke werken van Flaubert zijn L'Éducation sentimentale en zijn correspondenties met onder anderen George Sand, Ivan Toergenjev en Louise Colet.

## Leven en werk
Flaubert werd geboren als zoon van de chirurg Achille Cléophas en zijn vrouw Anne Justines. Hoewel hij op school weinig uitvoerde, hield hij zich al vanaf zijn elfde bezig met literatuur. Flaubert verliet Rouen in 1840 om in Parijs rechten te gaan studeren. Hij had van kindsbeen af een zwakke gezondheid en leed aan epilepsie.
Omdat hij van het buitenleven hield en in Parijs niet kon aarden, reisde hij tegen het eind van het jaar 1840 af naar de Pyreneeën en Corsica. Na zijn terugkeer in Parijs deed hij niets anders dan zijn tijd verspillen aan sombere dromen. In 1846 overleden zijn vader en zijn zus Caroline. Dankzij de erfenis kon Flaubert in Croisset, een gehucht vlak bij Rouen, een huis laten bouwen voor hem en zijn moeder, die alleen was achtergebleven in Rouen. Het was voor hem ook een reden om Parijs te kunnen verlaten en zijn rechtenstudie op te geven. Het "witte huis" in Croisset bleef zijn woonplaats voor de rest van zijn leven.
Van 1846 tot 1854 onderhield Flaubert een relatie met de dichteres Louise Colet, die al getrouwd was. Hun brieven zijn bewaard gebleven. Volgens Emile Faguet was dit de enige sentimentele episode van belang in het leven van Flaubert, die nooit is getrouwd. In haar literaire salon ontmoette hij de actrice Edma Roger des Genettes, een van de velen met wie hij een uitgebreide correspondentie onderhield. Zijn beste vriend op dat moment was Maxime du Camp, met wie hij in 1846 naar Bretagne reisde en in 1849 naar Griekenland en Egypte. Deze twee landen maakten een diepe indruk op de verbeelding van Flaubert.
Na zijn terugkeer in 1850 uit het Nabije Oosten, begon hij met het schrijven van het boek Madame Bovary. Hij had daarvoor al veel geschreven maar nog nauwelijks gepubliceerd. Het schrijven van de roman kostte hem uiteindelijk zes jaar. Vanaf 1857 werd het in afleveringen geplaatst in het blad "Revue de Paris". In eerste instantie was er uit bepaalde hoeken verzet tegen de publicatie en de overheid klaagde zowel hem als de uitgever aan, omdat de roman immoreel zou zijn. Toen het verhaal uiteindelijk in boekvorm verscheen, kreeg het echter een warm onthaal.
In 1858 bracht Flaubert een bezoek aan Carthago. Naar aanleiding van dat bezoek begon hij zich in archeologie te verdiepen om zijn volgende boek, Salammbô te kunnen schrijven. Hoewel hij onafgebroken doorwerkte, was het boek pas in 1862 af. Daarna schreef hij het boek L'éducation sentimentale, waarin hij gebruik maakte van herinneringen uit zijn kinderjaren. Het kostte hem zeven jaar voordat het boek uiteindelijk in 1869 gepubliceerd kon worden.
Behalve voor een sporadisch bezoek aan Parijs verliet hij Croisset zelden meer.
Tot circa 1870 was het leven van Flaubert betrekkelijk vrij van rampspoed geweest, maar toen begon het ongeluk hem te achtervolgen. De angst voor de Frans-Pruisische Oorlog vormde een aanslag op zijn gezondheid. Door de dood of fatale misverstanden verloor hij zijn beste vrienden. In 1872 overleed zijn moeder en sindsdien werd hij verpleegd door zijn nicht, mevrouw Commonville. Hij onderhield vriendschappelijke banden met George Sand en zag nu en dan zijn Parijse kennissen zoals Émile Zola, Alphonse Daudet, Ivan Toergenjev en de gebroeders Goncourt, maar dat weerhield hem er niet van om zich troosteloos en melancholisch te voelen. Hij bleef echter met dezelfde intensiteit schrijven.
Naast zijn gepubliceerde werken zijn volgens sommigen de brieven het échte meesterwerk van Flaubert. Na zijn dood zijn tal van onbetrouwbare uitgaven hiervan verschenen. Tussen 1973 en 2007 publiceerde uitgeverij Gallimard een standaard-editie van Flauberts Correspondance in vijf dikke delen in de prestigieuze Pléiade-reeks, tezamen meer dan 7.500 bladzijden. Uitgebreide selecties hieruit werden in het Nederlands vertaald door Edu Borger en verschenen in vier verschillende delen in de reeks Privé-domein.